# Aschelminthes
Embranchement
Synonymes
- Pseudoceolomata Hyman, 1940, 1951[2],[3]
- Nemathelminthes Gegenbaur, 1859[4]

À l'instar des Acoelomata, les aschelminthes sont un regroupement maintenant obsolète de phyla basé sur des critères morphologiques, et qui s'est révélé artificiel à la lumière des études génétiques récentes. Ce groupe est aussi appelé Pseudoceolomata Hyman, 1951 ou Némathelminthes Gegenbaur, 1859.
Leur principale caractéristique est la présence d'une cavité interne, autre que le tube digestif, mais qui ne peut être assimilée à un véritable cœlome. En effet, elle n'est pas creusée dans l'épaisseur du mésoderme — et donc entièrement fermée par le mésoderme — comme c'est le cas chez les animaux cœlomés.
Ces animaux sont très diversifiés, l'embranchement des nématodes constituant le second groupe le plus important après les arthropodes. Ils regroupent divers embranchements constitués d'animaux de petite taille :
- les chétognathes
- les cycliophores
- les gastrotriches
- les rotifères
- les acanthocéphales
- les priapulides
- les kinorhynches
- les loricifères
- les nématodes
- les nématomorphes

## Pseudocoelomata
Le taxon Pseudocoelomata Hyman, 1951 regroupait les Gastrotricha, Priapulida, Kinorhyncha, Nematoda, Nematomorpha et Rotifera. Les Loricifera n'étaient pas encore connus. Libbie H. Hyman y avait rajouté les Entoprocta non repris par les autres auteurs (par ex. Lorenzen 1985).
Ce taxon a été enrichi par Kristensen & Funch (2000) des Gnathostomulida et Micrognathozoa.

## Nemathelminthes
Le phylum Nemathelminthes Gegenbaur, 1859, qui regroupait à l'origine les Nematoidea (Nematoda), Acanthocephala et Gordiacea (Nematomorpha) est devenu un synonyme d'Aschelminthes. Depuis l'apparition des Ecdysozoaires, ce taxon a été recentré sur les seuls némathelminthes ecdysozoaires, ce qui en a fait un synonyme de Introverta ou Cycloneuralia.

## Note importante
Il est absolument crucial de conclure en précisant que les groupes décrits ci-dessus tels que les Aschelminthes (tout comme les Nemathelminthes, les Pseudocoelomates, et les Acoelomates) doivent être considérés comme des regroupements artificiels de taxons ou embranchements polyphylétiques dont la valeur acceptée est de fournir des regroupements commodes pour la subdivision et la présentation des phyla d'invertébrés selon les caractéristiques de leur cavité centrale ou interne, à des fins essentiellement pédagogiques ou pratiques, et non taxinomiques. Il faut donc garder à l'esprit, si on désire utiliser ces termes, que les seuls taxons phylogénétiquement valides chez les invertébrés se situent au niveau des phyla individuels, tels que Gastrotricha, Priapulida, Nematoda, etc., ainsi que des clades qui regroupent certains de ces phyla (e.g. Nematoidea).